# Стівен Адамс
Стівен Адамс (англ. Steven Adams, нар. 28 вересня 1989, Кумасі) — ганський футболіст, воротар клубу «Адуана Старз» та національної збірної Гани.

## Клубна кар'єра
У дорослому футболі дебютував 2009 року виступами за команду клубу «Адуана Старз», кольори якої захищає й донині. 
У 2010 році Адамс був визнаний найкращим голкіпером чемпіонату Гани, коли його клуб «Адуана Старз» виграв чемпіонат ліги.

## Виступи за збірну
На початку 2014 року дебютував в офіційних матчах у складі національної збірної Гани. Наразі провів у формі головної команди країни 6 матчів.